# 室女座CU
室女座CU，又名BD+03 2867，HD 124224、SAO 120339、HR 5313，是室女座的一颗恒星，视星等为5.01，位于銀經344.43，銀緯58.61，其B1900.0坐标为赤經14h 7m 12s，赤緯+2° 58.61′ 48″。